# Прекно
Прекно (хорв. Prekno) — населений пункт у Хорватії, у Вараждинській жупанії у складі громади Видовець.

## Населення
Населення за даними перепису 2011 року становило 172 осіб.
Динаміка чисельності населення поселення:

## Клімат
Середня річна температура становить 10,25 °C, середня максимальна – 24,78 °C, а середня мінімальна – -6,35 °C. Середня річна кількість опадів – 889 мм.
| Клімат поселення                              | Клімат поселення | Клімат поселення | Клімат поселення | Клімат поселення | Клімат поселення | Клімат поселення | Клімат поселення | Клімат поселення | Клімат поселення | Клімат поселення | Клімат поселення | Клімат поселення | Клімат поселення |
| Показник                                      | Січ.             | Лют.             | Бер.             | Квіт.            | Трав.            | Черв.            | Лип.             | Серп.            | Вер.             | Жовт.            | Лист.            | Груд.            |                  |
| Середній максимум, °C                         | 5,42             | 7,41             | 11,94            | 16,45            | 21,70            | 24,78            | 23,76            | 23,15            | 19,18            | 14,15            | 8,49             | 4,52             |                  |
| Середня температура, °C                       | −0,46            | 1,52             | 6,05             | 10,57            | 15,82            | 18,90            | 19,96            | 19,36            | 15,39            | 10,38            | 4,70             | 0,72             |                  |
| Середній мінімум, °C                          | −6,35            | −4,34            | 0,17             | 4,69             | 9,93             | 13,02            | 16,19            | 15,59            | 11,60            | 6,58             | 0,91             | −3,06            |                  |
| Норма опадів, мм                              | 43               | 46               | 58               | 70               | 75               | 103              | 90               | 94               | 85               | 84               | 81               | 60               |                  |
| Середньомісячна швидкість вітру, м/с          | 1.90             | 2.11             | 2.50             | 2.50             | 2.30             | 2.10             | 2.00             | 1.80             | 1.80             | 1.88             | 2.00             | 2.00             |                  |
| Середньомісячна сонячна радіація, кДж/м²·день | 4042             | 6780             | 10561            | 14876            | 18977            | 20733            | 21425            | 18642            | 13849            | 8619             | 4511             | 3243             |                  |
| --------------------------------------------- | ---------------- | ---------------- | ---------------- | ---------------- | ---------------- | ---------------- | ---------------- | ---------------- | ---------------- | ---------------- | ---------------- | ---------------- | ---------------- |
| Джерело:                                      |                  |                  |                  |                  |                  |                  |                  |                  |                  |                  |                  |                  |                  |